# Максимилијан Клебер
Максимилијан Макси Клебер (енгл. Maximilian "Maxi" Kleber; 29. јануар 1992) је професионални немачки кошаркаш.
Висок је 2.08 м, и игра на позицији крилног центра. Тренутно наступа за Лос Анђелес лејкерсе.

## Професионална каријера
Клебер је у немачком највишем рангу дебитовао током сезоне 2011–12, играјући за с.Оливер Баскетс, тим из његовог родног града Вирцбурга. У својој дебитантској сезони, био је играч са клупе и играо у просеку 7 минута по утакмици. У својој другој сезони, постао је важан играч за свој тим, и бележио 9.9 поена и 6.7 скокова pо утакмици. У 2012.години, пријавио се на NBA драфт. Међутим, одустао је и ипак изашао 2 године касније, али није изабран.
Потписао је двогодишњи уговор са шпанским тимом Обрадоиро ЦАБ 2014. године. У сезони 2014-15, проглашен је за најкориснијег играча 25.кола постигавши 36 poена против Балонцесто Фуенлабраде. Клебер је уписао 33 лигашка наступа те године, и бележио у просеку 11.5 поена и 6.5 скокова по утакмици.
Клебер се вратио у Немачку 1. јула 2015. године и потписао двогодишњи уговор са минхенским Бајерном. У сезони 2015-16 је одиграо 24 утакмице и у просеку бележио 8.0 poена и 4.9 скокова по утакмици. Током сезоне 2016–17 одиграо је 37 утакмица, и бележио 9.0 poена, 5.3 скокова и 1.8 aсистенција по утакмици.
Клебер је потписао за Далас Мавериксе 13. јула 2017. У НБА лиги је дебитовао 21. октобра 2017. против Хјустон Рокетса.
Поново је потписао за Мевериксе 10. јула 2019.

## Интернационална каријера
Клебер је такође играо утакмице за репрезентацију Немачке. За национални тим је наступао 2014. године у квалификацијама за Европско првенство у кошарци.

## Статистика током НБА каријере

### Регуларни део сезоне
| Сезона   | Екипа    | ОУ  | СУ | МПУ  | ПШ%  | 3П%  | СБ%  | СПУ | АПУ | УПУ | БПУ | ППУ |
| -------- | -------- | --- | -- | ---- | ---- | ---- | ---- | --- | --- | --- | --- | --- |
| 2017–18  | Далас    | 72  | 36 | 16.8 | .489 | .313 | .746 | 3.3 | .7  | .4  | .7  | 5.4 |
| 2018–19  | Далас    | 71  | 18 | 21.2 | .453 | .353 | .784 | 4.6 | 1.0 | .5  | 1.1 | 6.8 |
| Каријера | Каријера | 143 | 54 | 18.9 | .469 | .338 | .767 | 3.9 | .8  | .4  | .9  | 6.1 |